# Andrena planti
Andrena planti är en biart som beskrevs av Dubitzky 2006. Andrena planti ingår i släktet sandbin, och familjen grävbin. Inga underarter finns listade i Catalogue of Life.